# Sclerophrys villiersi
Espèce
Synonymes
- Bufo villiersi Angel, 1940
- Amietophrynus villiersi (Angel, 1940)

Statut de conservation UICN

 VU  : Vulnérable
Sclerophrys villiersi est une espèce d'amphibiens de la famille des Bufonidae.

## Répartition
Cette espèce est endémique des montagnes de l'Ouest du Cameroun. Elle se rencontre entre 1 200 et 2 500 m d'altitude sur le mont Manengouba, sur le plateau Bamiléké et dans les monts Bamboutos.

## Taxinomie
D'après Jean-Louis Amiet, il est possible que l'espèce Sclerophrys djohongensis soit un synonyme de cette espèce.

## Étymologie
Cette espèce est nommée en l'honneur d'André Villiers.

## Publication originale
- Angel, 1940 : Descriptions de trois amphibiens nouveaux du Cameroun, matériaux de la mission P. Lepesme, R. Paulian et A. Villiers (2e note). Bulletin du Muséum national d'histoire naturelle de Paris, sér. 2, vol. 12, p. 238–243.